# Čertovka (přítok Doubravy)
Čertovka je pravostranný přítok řeky Doubravy v okresech Chrudim a Kutná Hora v Pardubickém a Středočeském kraji. Délka toku činí 14,6 km. Plocha povodí měří 37,4 km².

## Průběh toku
Potok pramení v Železných horách jihovýchodně od Podhořan u Ronova v nadmořské výšce 380 m. Po celé své délce teče převážně severozápadním směrem souběžně s řekou Doubravou. Protéká Podhořany u Ronova a Bílým Podolím. V blízkosti toku se dále nacházejí obce Starkoč, Horka I a osada Lišice. Vlévá se do Doubravy na jejím 5,0 říčním kilometru u Habrkovic v nadmořské výšce 203 m.

### Větší přítoky
- Bumbalecký potok je pravostranný přítok dlouhý 4,3 km.[1] Do Čertovky se vlévá na jejím 10,9 říčním kilometru.[1]
- Zaříčanský potok je levostranný přítok dlouhý 4,0 km.[3] Do Čertovky se vlévá na jejím 4,5 říčním kilometru.[3]

## Vodní režim
Průměrný průtok u ústí činí 0,12 m³/s.

## Další fotografie

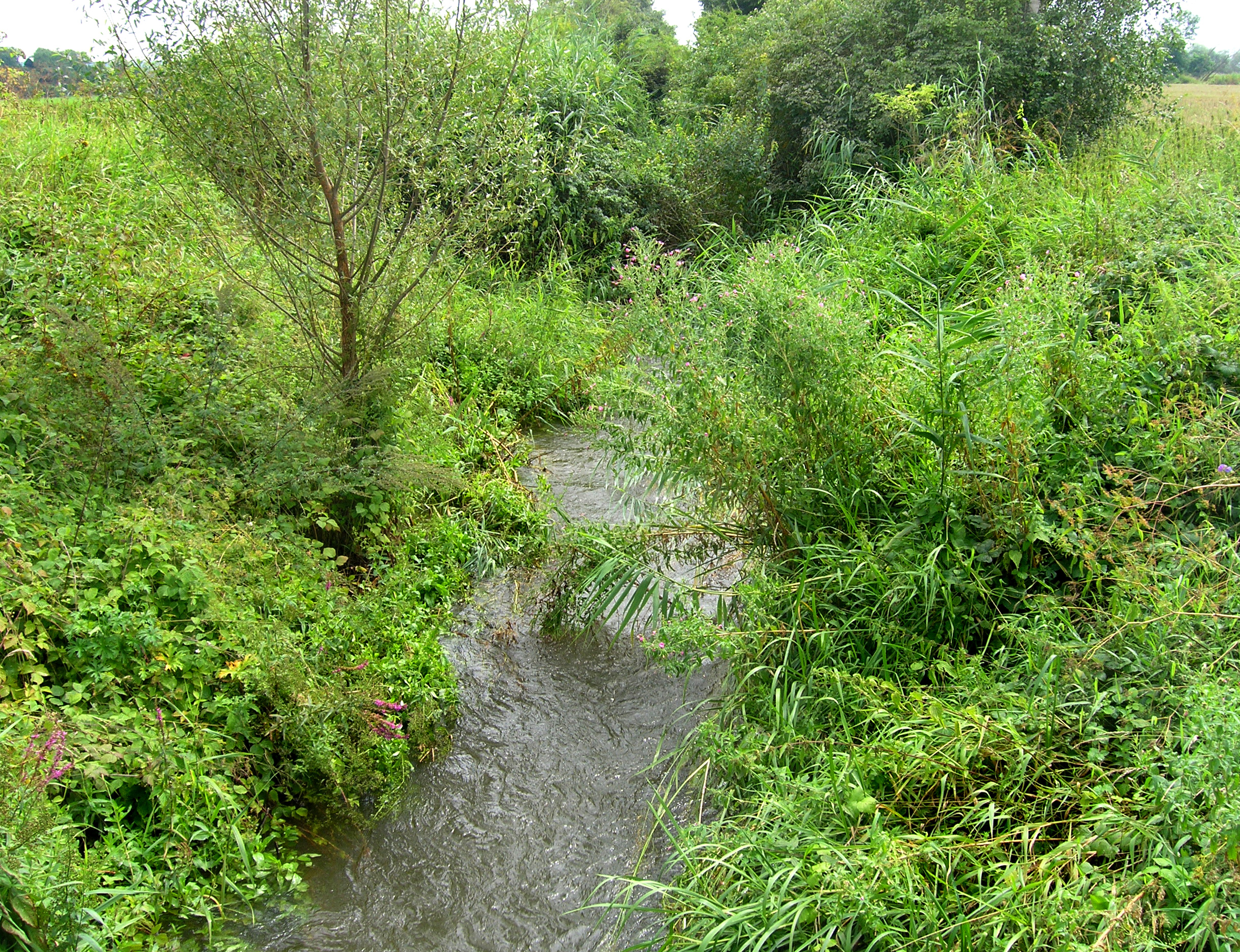
Čertovka u Habrkovic před ústím do Doubravy
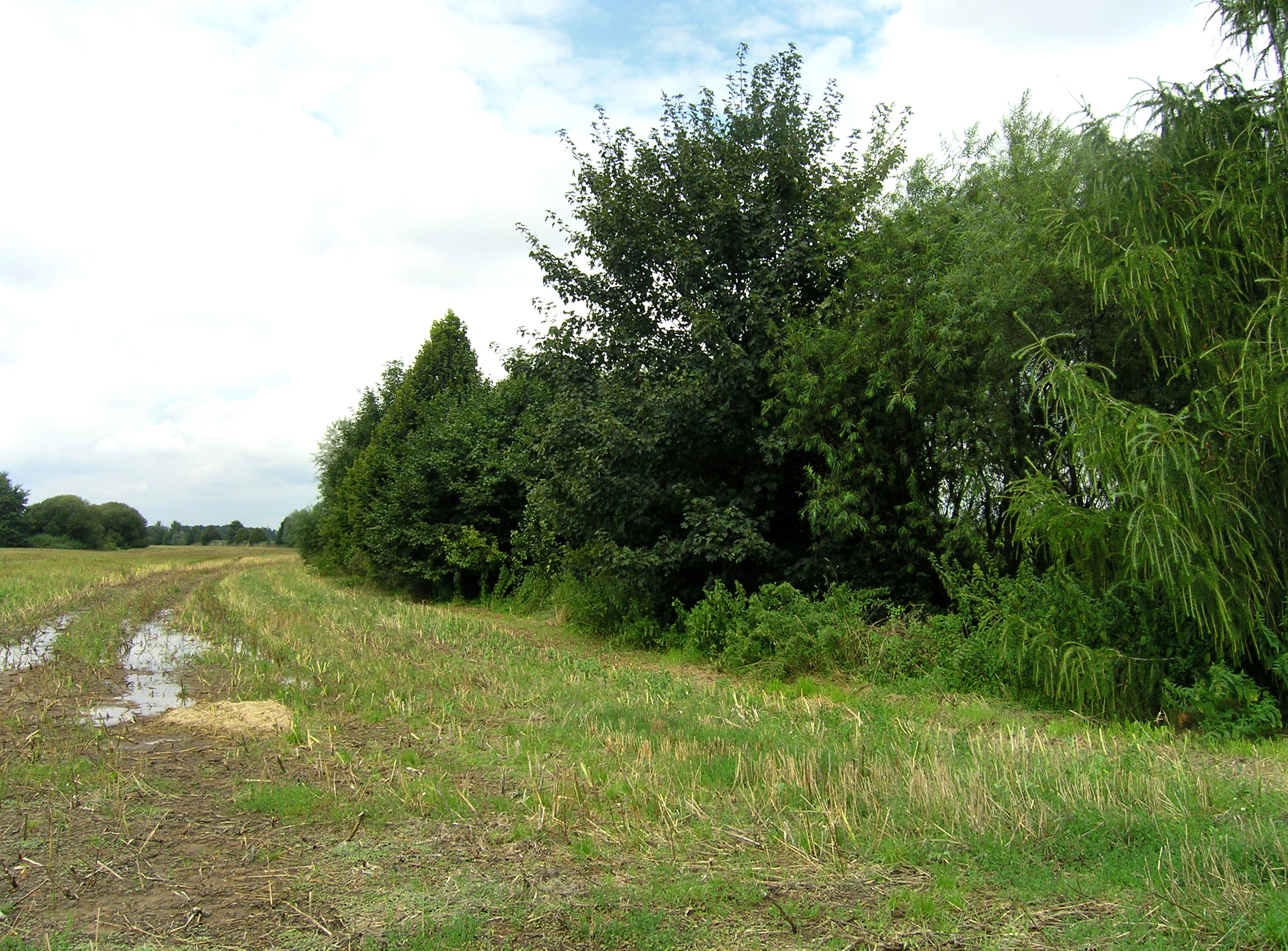
Krajina u Čertovky